# Upplands runinskrifter 1118
Runinskrift U 1118 är en runsten som står på östra sidan om vägen mellan Björklinge och Skuttungeby, vid korsningen mot Skogshyddan i Örke, Skuttunge socken i Uppland.

## Stenen
Stenen som ristades på vikingatiden står i ett öppet landskap och nära sin ursprungliga plats. Den flyttades dock några meter i samband med en breddning av vägen 1942. Stenen är korsmärkt och ornamentikens kurviga slinga går i Urnesstil. Stenen flyttades år 1942 5,5 m åt Öster i samband med vägbreddningen. En runtext och en translittererad översättning följer på inskriften nedan:

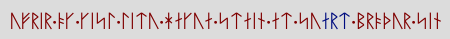
Runslingan på U 1118

## Inskriften
Translitterering av runraden:
ufrir · ok kisl · litu · hakua · stain · at su[art] · broþur · sin
Normalisering till runsvenska:
Ofriðr ok Gisl letu haggva stæin at Svart, broður sinn.
Översättning till nusvenska:
Ogfrid och Gisl lät hugga stenen efter Svart, sin broder.